# Stiff Dylans
Stiff Dylans ou The Stiff Dylans é uma banda de pop-rock do Reino Unido. 
 Chegaram à fama ao estrelarem no filme de 2008 da Paramount Pictures, Gatos, Fios-Dentais e Amassos, fazendo parte da trilha sonora e sendo a banda de Robbie, interpretado por Aaron Johnson. 
 A banda é formada por James Flannigan (vocal, guitarra), Wride Charlie (guitarra), Matt Harris (baixo) e Tom Slaytor (bateria), que anteriormente estudaram no Brighton Institute of Modern Music (Instituto de Brighton de Música Moderna) e Academy of Contemporary Music (Academia de Música Contemporânea). Tiveram dois hits no Reino Unido, que foram: Ultraviolet (2008) (música-tema principal do filme), que atingiu o número 41, e Ever Fallen in Love (cover de Buzzcocks), que atingiu o número 93. 